# Lepidesmia
Lepidesmia es un género de plantas perteneciente a la familia Asteraceae. Comprende 2 especies descritas y  aceptadas.  Es originario de Cuba.

## Descripción
Las plantas de este género solo tienen disco (sin rayos florales) y los pétalos son de color blanco, ligeramente amarillento blanco, rosa o morado (nunca de un completo color amarillo).

## Taxonomía
El género fue descrito por Friedrich Wilhelm Klatt y publicado en Bull. Herb. Boissier 4(6): 479–480. 1896. La especie tipo es Lepidesmia squarrosa Klatt

## Especies aceptadas
A continuación se brinda un listado de las especies del género Lepidesmia aceptadas hasta junio de 2012, ordenadas alfabéticamente. Para cada una se indica el nombre binomial seguido del autor, abreviado según las convenciones y usos.
- Lepidesmia squarrosa Klatt
- Lepidesmia taraxacoides